# NHL 1927./28.
NHL-sezona 1927./28. je bila jedanaesta sezona NHL-a. 10 momčadi, podijeljeni na dvije skupine, odigrali su 44 utakmica. Pobjednik Stanleyjev kupa je bila momčad New York Rangersa. 
Prije više od 20 godina Lester Patrick je kao igrač osvojio Stanleyev Cup, da bi isto napravio kao menedžer Rangersa. Skoro Patricku to nije uspjelo, jer u drugoj utakmici finala pločica je vratara Rangersa Lorne Chabot pogodila u oko. Pošto Rangersi nisu imali drugog vratara na toj utakmici Lester Patrick je stao na gol i primio je sam jedan zgoditak od 18 pokušaja.  Tako da je Patrick iznenada i kao igrač još jednom osvojio Stanleyev Cup.

## Regularna sezona

### Ljestvice
Kratice: P = Pobjede, Po. = Porazi, N = Neriješeno, G= Golovi, PG = Primljeni Golovi, B = Bodovi
| Kanadska divizija   | P  | Po. | N  | G   | PG  | B  |
| ------------------- | -- | --- | -- | --- | --- | -- |
| Montreal Canadiens  | 26 | 11  | 7  | 116 | 48  | 59 |
| Montreal Maroons    | 24 | 14  | 6  | 96  | 77  | 54 |
| Ottawa Senators     | 20 | 14  | 10 | 78  | 57  | 50 |
| Toronto Maple Leafs | 18 | 18  | 8  | 89  | 88  | 44 |
| New York Americans  | 11 | 27  | 6  | 63  | 128 | 28 |

| Američka divizija  | P  | Po. | N  | G  | PG  | B  |
| ------------------ | -- | --- | -- | -- | --- | -- |
| Boston Bruins      | 20 | 13  | 11 | 77 | 70  | 51 |
| New York Rangers   | 19 | 16  | 9  | 94 | 79  | 47 |
| Pittsburgh Pirates | 19 | 17  | 8  | 67 | 76  | 46 |
| Detroit Cougars    | 19 | 19  | 6  | 88 | 79  | 44 |
| Chicago Blackhawks | 7  | 34  | 3  | 68 | 134 | 17 |

### Najbolji strijelci
Kratice: Ut. = Utakmice, G = Golovi, A = Asistencije, B = Bodovi
| Igrač          | Momčad       | Ut. | G  | A  | B  |
| -------------- | ------------ | --- | -- | -- | -- |
| Howie Morenz   | Montreal     | 43  | 33 | 18 | 51 |
| Aurel Joliat   | Montreal     | 44  | 28 | 11 | 39 |
| Frank Boucher  | NY Rangers   | 44  | 23 | 12 | 35 |
| George Hay     | Detroit      | 42  | 22 | 13 | 35 |
| Nels Stewart   | Mtl. Maroons | 41  | 27 | 7  | 34 |
| Art Gagne      | Montreal     | 44  | 20 | 10 | 30 |
| Bun Cook       | NY Rangers   | 44  | 14 | 14 | 28 |
| Bill Carson    | Toronto      | 32  | 20 | 6  | 26 |
| Frank Finnigan | Ottawa       | 38  | 20 | 5  | 25 |
| Bill Cook      | NY Rangers   | 43  | 18 | 6  | 24 |

## Doigravanje za Stanleyjev kup
Sve utakmice odigrane su 1928. godine.

### Polufinale divizije
| Canadian Division                                                               | Canadian Division                    | Canadian Division                    | Canadian Division                    | Canadian Division                    | Canadian Division                    |
| Ottawa Senators vs. Montreal Maroons                                            | Ottawa Senators vs. Montreal Maroons | Ottawa Senators vs. Montreal Maroons | Ottawa Senators vs. Montreal Maroons | Ottawa Senators vs. Montreal Maroons | Ottawa Senators vs. Montreal Maroons |
| Datum                                                                           | Gostujuća momčad                     | Gostujuća momčad                     | Domaćin                              | Domaćin                              |                                      |
| ------------------------------------------------------------------------------- | ------------------------------------ | ------------------------------------ | ------------------------------------ | ------------------------------------ | ------------------------------------ |
| 27. ožujka                                                                      | Mtl. Maroons                         | 1                                    | 0                                    | Ottawa                               |                                      |
| 29. ožujka                                                                      | Ottawa                               | 1                                    | 2                                    | Mtl. Maroons                         |                                      |
| Mtl. Maroons pobjeđuju seriju s 3:1 gola i kvalificiraju se za finale divizije. |                                      |                                      |                                      |                                      |                                      |

| Američka divizija                                                                | Američka divizija                       | Američka divizija                       | Američka divizija                       | Američka divizija                       | Američka divizija                       |
| New York Rangers vs. Pittsburgh Pirates                                          | New York Rangers vs. Pittsburgh Pirates | New York Rangers vs. Pittsburgh Pirates | New York Rangers vs. Pittsburgh Pirates | New York Rangers vs. Pittsburgh Pirates | New York Rangers vs. Pittsburgh Pirates |
| Datum                                                                            | Gostujuća momčad                        | Gostujuća momčad                        | Domaćin                                 | Domaćin                                 |                                         |
| -------------------------------------------------------------------------------- | --------------------------------------- | --------------------------------------- | --------------------------------------- | --------------------------------------- | --------------------------------------- |
| 27. ožujka                                                                       | Pittsburgh                              | 0                                       | 4                                       | NY Rangers                              |                                         |
| 29. ožujka                                                                       | Pittsburgh                              | 4                                       | 2                                       | NY Rangers                              |                                         |
| NY Rangersi pobjeđuju seriju s 6:4 golova i kvalificiraju se za finale divizije. |                                         |                                         |                                         |                                         |                                         |

### Finale divizije
| Kanadska divizija                                                                          | Kanadska divizija                       | Kanadska divizija                       | Kanadska divizija                       | Kanadska divizija                       | Kanadska divizija                       |
| Montreal Maroons vs. Montreal Canadiens                                                    | Montreal Maroons vs. Montreal Canadiens | Montreal Maroons vs. Montreal Canadiens | Montreal Maroons vs. Montreal Canadiens | Montreal Maroons vs. Montreal Canadiens | Montreal Maroons vs. Montreal Canadiens |
| Datum                                                                                      | Gostujuća momčad                        | Gostujuća momčad                        | Domaćin                                 | Domaćin                                 |                                         |
| ------------------------------------------------------------------------------------------ | --------------------------------------- | --------------------------------------- | --------------------------------------- | --------------------------------------- | --------------------------------------- |
| 31. ožujka                                                                                 | Mtl. Canadiens                          | 2                                       | 2                                       | Mtl. Maroons                            |                                         |
| 3. travnja                                                                                 | Mtl. Maroons                            | 1                                       | 0                                       | Mtl. Canadiens                          |                                         |
| Mtl. Maroonsi pobjeđuju seriju s 3:2 golova i kvalificiraju se za finale Stanleyevog Cupa. |                                         |                                         |                                         |                                         |                                         |

| Američka divizija                                                                      | Američka divizija                  | Američka divizija                  | Američka divizija                  | Američka divizija                  | Američka divizija                  |
| New York Rangers vs. Boston Bruins                                                     | New York Rangers vs. Boston Bruins | New York Rangers vs. Boston Bruins | New York Rangers vs. Boston Bruins | New York Rangers vs. Boston Bruins | New York Rangers vs. Boston Bruins |
| Datum                                                                                  | Gostujuća momčad                   | Gostujuća momčad                   | Domaćin                            | Domaćin                            |                                    |
| -------------------------------------------------------------------------------------- | ---------------------------------- | ---------------------------------- | ---------------------------------- | ---------------------------------- | ---------------------------------- |
| 31. ožujka                                                                             | Boston                             | 1                                  | 1                                  | NY Rangers                         |                                    |
| 3. travnja                                                                             | NY Rangers                         | 4                                  | 1                                  | Boston                             |                                    |
| NY Rangersi pobjeđuju seriju s 5:2 golova i kvalificira se za finale Stanleyevog Cupa. |                                    |                                    |                                    |                                    |                                    |

### Finale Stanleyevog kupa
| Montreal Maroons vs. New York Rangers                        | Montreal Maroons vs. New York Rangers | Montreal Maroons vs. New York Rangers | Montreal Maroons vs. New York Rangers | Montreal Maroons vs. New York Rangers | Montreal Maroons vs. New York Rangers |
| Datum                                                        | Gostujuća momčad                      | Gostujuća momčad                      | Domaćin                               | Domaćin                               |                                       |
| ------------------------------------------------------------ | ------------------------------------- | ------------------------------------- | ------------------------------------- | ------------------------------------- | ------------------------------------- |
| 5. travnja                                                   | NY Rangers                            | 0                                     | 2                                     | Mtl. Maroons                          |                                       |
| 7. travnja                                                   | NY Rangers                            | 2                                     | 1                                     | Mtl. Maroons                          |                                       |
| 10. travnja                                                  | NY Rangers                            | 0                                     | 2                                     | Mtl. Maroons                          |                                       |
| 12. travnja                                                  | NY Rangers                            | 1                                     | 0                                     | Mtl. Maroons                          |                                       |
| 14. travnja                                                  | NY Rangers                            | 2                                     | 1                                     | Mtl. Maroons                          |                                       |
| NY Rangersi pobjeđuju seriju s 3:2 i osvajaju Stanleyev kup. |                                       |                                       |                                       |                                       |                                       |

### Najbolji strijelac doigravanja
Kratice: Ut. = Utakmice, G = Golovi, A = Asistenciije, B = Bodovi
| Igrač         | Momčad     | Ut. | G | A | B  |
| ------------- | ---------- | --- | - | - | -- |
| Frank Boucher | NY Rangers | 9   | 7 | 3 | 10 |

## Nagrade NHL-a
| Hart Memorial Trophy:      | Howie Morenz, Montreal Canadiens      |
| Lady Byng Memorial Trophy: | Frank Boucher, New York Rangers       |
| Vezina Trophy:             | George Hainsworth, Montreal Canadiens |

## Vanjske poveznice
- Hacx.de: Sve ljestvice NHL-a  Arhivirana inačica izvorne stranice od 24. siječnja 2008. (Wayback Machine)